# Живой лес (мультфильм)
«Живо́й лес» (исп. El Bosque animado) — испанский мультипликационный фильм 2001 года, производства студии «Dygra Films».

## Аннотация
Действие разворачивается в огромном лесу, где все, от деревьев до кустов, оживает, как только уходит последний охотник. Лесной мир скрывает от людей свои тайны — деревья даже назначили добрую тетушку Сосну своим дозорным, и она зорко следит, нет ли поблизости человека. А пока никого нет, веселые обитатели старого леса живут своей жизнью — мухи ловко уворачиваются от паутины, деревья хором поют любимые песни, а маленький крот Фури тем временем по уши влюбляется в свою подружку, красавицу Линду.
Он уже готов признаться ей в любви, но тут в лесу появляются люди, и это приводит к беде – всех кротов ловят в сеть и забирают в усадьбу богатой и злой сеньоры Дабондо, которая хочет сшить из них шубку. Уцелел только Фури, и теперь он готов на все, чтобы спасти своих товарищей. В этом нелегком деле ему помогают новые друзья — двоюродный братец мышонок, добрая кошка Моринья и парочка озорных и бесстрашных мух Хо-Хо и Ху-Ху. Все вместе они разрабатывают смелую спасательную операцию, вступая в неравный бой с хозяевами дома…

## Награды и призы
«Гойя» — 2002.
- Лучший анимационный фильм.
- Лучшая оригинальная песня.

ФАНТАСПОРТО — 2001
- Премия Критики.
- Номинация на лучший фильм.

Чикагский кинофестиваль — 2002.
- Премия детского жюри.
- Лучший анимационный фильм.